# شارلی دیویس
شارلی دیویس (انگلیسی: Charlie Davies؛ زادهٔ ۲۵ ژوئن ۱۹۸۶) یک بازیکن فوتبال اهل ایالات متحده آمریکا است.
وی همچنین در تیم ملی فوتبال ایالات متحده آمریکا بازی کرده است.